# سنجاب پرنده کوتوله
سنجاب پرنده کوتوله (نام علمی: Petaurillus) نام یک سرده از تبار سنجاب پرنده است.

## گونه‌ها
- سنجاب پرنده کوتوله کهتر Petaurillus emiliae Thomas, 1908
- سنجاب پرنده کوتوله هوز Petaurillus hosei (Thomas, 1900)
- سنجاب پرنده کوتوله سلانگور Petaurillus kinlochii (Robinson and Kloss, 1911)